# Ammopelmatus
Ammopelmatus é um género de insecto da família Stenopelmatidae.
Este género contém as seguintes espécies:
- Ammopelmatus kelsoensis
- Ammopelmatus muwu